# Catasetum longifolium
Catasetum longifolium es una especie de orquídea epifita originaria de Sudamérica.

Ilustración

## Descripción
Es una orquídea colgante y epifita de gran tamaño, que prefiere clima cálido. Tiene pseudobulbos fusiforme, cilíndricos, ligeramente comprimidos,  que llevan hojas plegadas, lineal liguladas, 3 nervadas y  agudas. Florece en la primavera, en una inflorescencia colgante, de 20 a 30 cm de largo,  que surgen en un solo pseudobulbo en su mayoría con flores masculinas, pero la parte basal unas pocas pueden ser femeninas o hermafroditas.

## Distribución
Se encuentra en la Guayana Francesa, Guyana, Surinam, Venezuela, Perú y el Norte de Brasil en los árboles y los bancos de los ríos lentos, en movimiento y arroyos en las elevaciones de 100 a 700 metros. 

## Taxonomía
Catasetum longifolium fue descrito por John Lindley y publicado en Edwards's Botanical Register 25: Misc. 94. 1839.
Etimología
Ver: Catasetum
longifolium: epíteto latino que significa "con hojas largas".
Sinonimia
- Monachanthus longifolius (Lindl.) Lindl. (1840)[4]